# Stairway to Heaven
Pour les articles homonymes, voir Stairway to Heaven (homonymie).
Pistes de Led Zeppelin IV
The Battle of Evermore
(3) Misty Mountain Hop
(5)
Stairway to Heaven est une des chansons les plus célèbres du groupe de rock britannique Led Zeppelin. Composée par Jimmy Page et écrite par Robert Plant, elle paraît en 1971 sur l'album Led Zeppelin IV. Elle est présente dans bon nombre de classements musicaux : en 2000, VH1 l'élit troisième de sa liste des 100 plus grandes chansons de rock, et en 2003, elle arrive 31e du classement des 500 plus grandes chansons de tous les temps établi par le magazine Rolling Stone. Durant plusieurs décennies après sa sortie, elle est la chanson la plus diffusée sur les radios américaines, en dépit de sa durée de 8 minutes. La chanson est universellement reconnue, de par sa puissance et sa grandeur, comme un des meilleurs hymnes de rock.

## Genèse et enregistrement
Durant le printemps 1970, alors que Jimmy Page et Robert Plant se trouvent à Bron-Yr-Aur en vue de la composition de leur album à venir, Led Zeppelin III, Page compose rapidement une chanson. « À ce moment-là, ce n'était qu'une ébauche, un morceau parmi tant d'autres », racontera Jimmy Page à la presse dans les années 1980. Il laisse sa composition de côté, du moins pour plusieurs mois, car c'est au cours de l'année 1970, lorsque le groupe séjourne à Headley Grange, dans le Hampshire, que le guitariste ressort le morceau. Il le présente d'abord à John Paul Jones, qui est très impressionné par la composition. Toute la nuit, le duo travaille les multiples parties du morceau, y ajoutant du clavier électrique et la ligne de basse, puis donnant naissance au solo de guitare qui sera placé au premier rang des 100 meilleurs solos de guitare par le magazine Guitar World. Le lendemain matin, exténués, ils présentent la démo instrumentale à Robert Plant, qui a la même réaction que John Paul Jones. Il s'enferme aussitôt dans une petite pièce avec la trame et, deux heures plus tard, il en ressortira avec les paroles. 
La chanson est finalement enregistrée en décembre 1970, aux studios Island, à Londres. Le solo final est choisi parmi les quatre différents qui ont été enregistrés. C'est au show au Belfast's Ulster Hall, le 5 mars 1971, que la chanson est jouée pour la première fois sur scène, alors que les affrontements font rage dans un Belfast tourmenté. Par la suite, le groupe la jouera systématiquement dans ses concerts de 1971 à 1980.
Stairway to Heaven est également jouée au Live Aid en 1985 et au 40e anniversaire de la création d'Atlantic Records (leur maison de disques) en 1988. Jimmy Page joue aussi une version instrumentale de la chanson dans ses concerts de la tournée Outrider en 1988.

## Composition
La chanson est constituée de plusieurs parties distinctes et ne comporte pas de refrain proprement dit. Elle démarre par une introduction paisible à la guitare acoustique et à la flûte à bec (jouée par John Paul Jones sur plusieurs pistes superposées) pendant 2 min 15 s, puis la chanson évolue vers une section électrique lente médiane (la batterie ne rentre qu'à la 4e minute) qui s'arrête quand Plant finit de chanter « Your stairway lies on the whispering wind » (5 min 33 s après le début de la chanson). Là débute le long solo de guitare électrique de Page (5 min 34 s — 6 min 44 s). La chanson vire ensuite au hard rock (6 min 45 s — 7 min 45 s) et s'achève sur un retour au calme où Plant chante les derniers mots : « And she's buying a stairway to heaven. » Le rythme est un crescendo constant du début à la fin de la chanson. Beaucoup de gens trouvent des similitudes avec le rock progressif, notamment pour sa longueur (8 minutes), les instruments peu conventionnels (flûte à bec) et le long solo qui dure 1 minute et 10 secondes.

## Sortie
C'est le 8 novembre 1971 que la chanson sort sur le quatrième album du groupe, dénué de titre, appelé par les fans Led Zeppelin IV ou plus rarement Four Symbols. Le disque est un grand succès, avec plus de 1,2 million de disques vendus rien qu'en 1971. Il sera vendu à plus de 24 millions d'exemplaires rien qu'aux États-Unis.
Stairway to Heaven n'est jamais sortie en single, Led Zeppelin préférant que son public écoute l'album. La chanson restera tout de même le plus gros succès, autant du disque que du groupe. Il aura inspiré plusieurs groupes de rock modernes (cf. infra).

## Controverse et rumeur

### Texte
Les paroles, écrites par Robert Plant — qui seraient inspirées par l'intérêt de Jimmy Page pour l'occultisme — sont jugées pernicieuses par certains groupes religieux[réf. nécessaire]. Ils prétendent même que si on passait cette chanson à l'envers, on pouvait entendre en message subliminal la phrase « Oh Here's for my sweet Satan » (« Ceci est pour mon doux Satan »). Certains en entendront plus et prétendent que le message est plus long : « Here's to my sweet Satan. The one whose little path would make me sad, whose power is Satan. He'll give you 666, there was a little toolshed where he made us suffer, sad Satan. »
Le groupe pour l'essentiel ignorera de telles allégations. En réponse, Swan Song Records déclarera : « Nos platines ne tournent que dans un seul sens — à l'endroit ». L'ingénieur du son de Led Zeppelin, Eddie Kramer, affirme en outre : « [Ces allégations sont] totalement et complètement ridicules. Pourquoi passeraient-ils autant de temps à l'enregistrement pour quelque chose d'aussi stupide ? » Robert Plant fait part de sa déception dans le magazine Musician en 1983 : « Pour moi c'est très triste, car Stairway to Heaven a été écrite avec les meilleures intentions. Faire des enregistrements à l'envers et mettre des messages à la fin, ma conception de la musique ne va pas jusque-là. »

### Mélodie et accusation de plagiat
Pour Randy California, le guitariste du groupe Spirit, les arpèges au début de la chanson auraient été inspirés de leur morceau Taurus, Led Zeppelin ayant fait certaines premières parties de ce groupe de blues en 1969. À l'occasion de la réédition du quatrième album de Led Zeppelin, Francis Alexander Malofiy, l’avocat de Randy California, décide de poursuivre le groupe pour violation du droit d’auteur, entendant interdire la parution de l’album remasterisé. Le procès en plagiat s'ouvre devant la justice américaine le 14 juin 2016, à la suite d'une plainte de Michael Skidmore qui gère le patrimoine du guitariste décédé en 1997. Le jury conclut le 23 juin à l'absence de plagiat, mais un appel de ce premier jugement est jugé recevable en septembre 2018 (lors du 1er procès, les jurés n’avaient pu écouter la version album de Taurus). Le juge a entre autres fait remarquer que les deux chansons avaient d'autres points communs, telle que la ligne de basse. 
Finalement la Cour d’appel des États-Unis confirme, le 9 mars 2020, le premier verdict, statuant que la chanson de Led Zeppelin n'avait rien à voir avec celle du groupe Spirit.

## Musiciens
- Robert Plant : chant
- Jimmy Page : guitare acoustique, guitare électrique
- John Paul Jones : flûtes à bec, piano électrique, basse
- John Bonham : batterie

## En concert

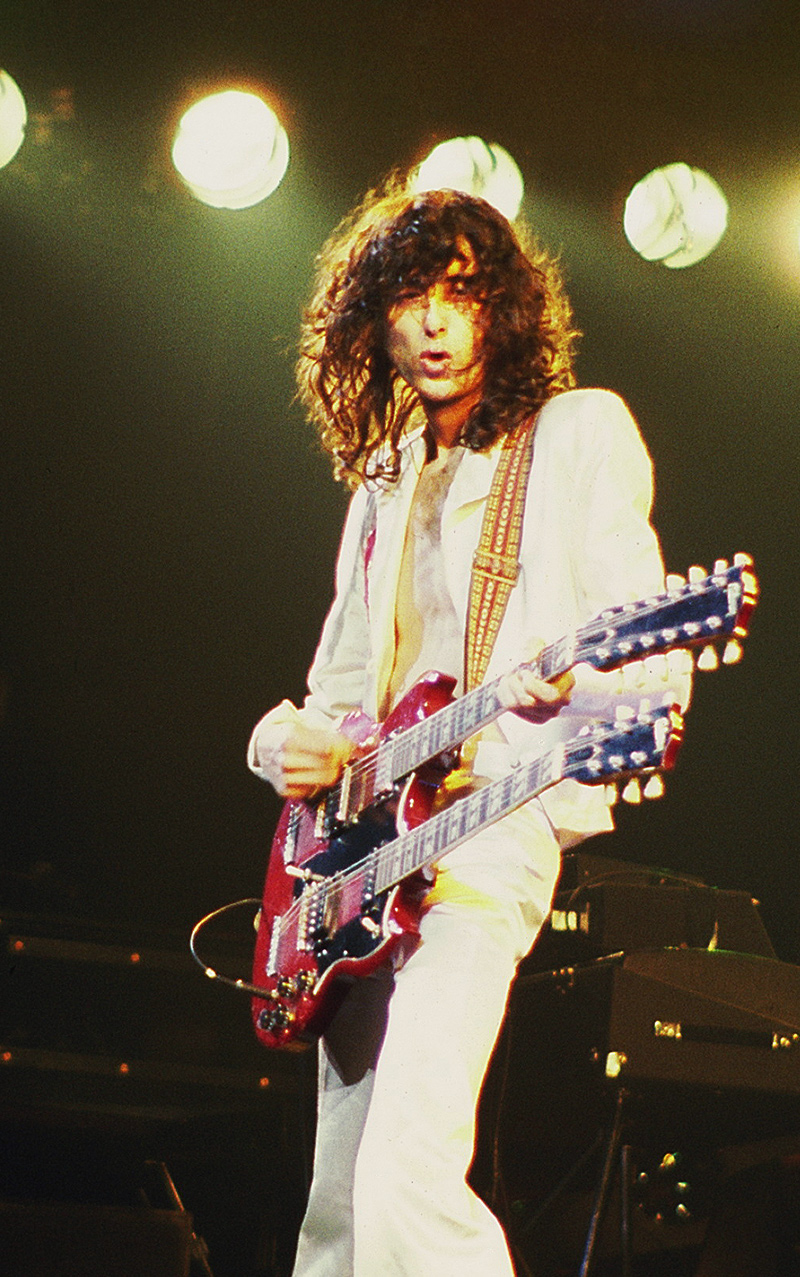
Jimmy Page, compositeur de la chanson, en concert à Chicago, Illinois.

Pour interpréter cette chanson en concert — comme c'est le cas dans le film The Song Remains the Same —, Page délaisse sa légendaire Gibson Les Paul en faveur d'une Gibson EDS-1275 (une guitare électrique à double manche). Il joue la mélodie et le solo sur le manche à 6 cordes et les accords et le pont sur le manche à 12 cordes. Souvent le groupe la joue sur scène pendant plus de dix minutes, Page faisant durer davantage son solo de guitare et Plant ajoutant à volonté des paroles comme « Does anybody remember laughter? ». L'introduction initialement jouée à la flûte à bec est jouée en concert au mellotron avec une sonorité de flûte par John Paul Jones qui ne quitte pas ses claviers durant tout le morceau, jouant aussi les parties de basse au pédalier. La dernière interprétation sur scène de la chanson par le groupe  a lieu le 10 décembre 2007 lors du concert organisé à l'O2 Arena avec Jason Bonham à la batterie, et que l'on peut entendre sur l'album publié en 2012, Celebration Day.

## Reprises
- g's incorporated  en 1997
- Great White en 1999 sur Tribute to Led Zeppelin
- Far Corporation (groupe formé par Frank Farian) en 1985
- Frank Zappa sur The Best Band You Never Heard in Your Life en 1991
- Leningrad Cowboys avec les Chœurs de l'Armée rouge en 1993 et 1994
- Ludwig von 88 sur 17 plombs pour péter les tubes en 1994
- Pat Boone sur In a Metal Mood: No More Mr. Nice Guy en 1997
- Dolly Parton
- Me First and the Gimme Gimmes sur Ruin Jonny's Bar Mitzvah en 2004
- Rodrigo y Gabriela sur Rodrigo y Gabriela en 2006 et sur le Live in Japan en 2008.
- Metallica, joué en concert
- Apocalyptica en téléchargement
- L'Orchestre symphonique de Londres[19]
- Zakk Wylde sur Cover the classics
- Mary J. Blige sur Stronger With Each Tear en 2010.
- Vanilla Beans sur le single de reprise sous le titre Tengoku e no Kaidan (天国への階段?) mais chanté en anglais et sur l'album Vanilla Beans II sortis en 2011.
- Gramatik sous le titre Stairway to Hip Hop Heaven.
- Rolf Harris
- Stanley Jordan
- The String Quartet Tribute
- The Beatnix (en), lors d'un talk show Australien, à la manière des Beatles.
- Ann Wilson et Nancy Wilson du groupe Heart avec Jason Bonham à la batterie et toute une chorale, lors des Kennedy Center Honors 2012. Cette reprise marque particulièrement Robert Plant qui ne peut retenir ses larmes[20].